# Suore di Nostra Signora del Santo Rosario (Rimouski)
Le Suore di Nostra Signora del Santo Rosario (in francese Soeurs de Notre-Dame du Saint-Rosaire; sigla R.S.R.) sono un istituto religioso femminile di diritto pontificio.

## Storia

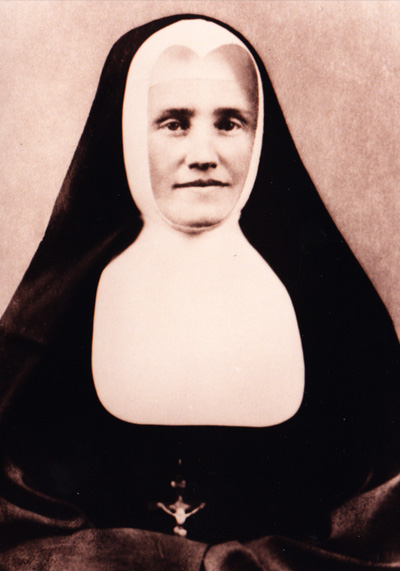
Élisabeth Turgeon, fondatrice della congregazione

La congregazione venne fondata in Canada il 12 settembre 1875 da Élisabeth Turgeon (1840-1881) con il sostegno di Jean Langevin (1821-1892), vescovo di Rimouski, per l'istruzione della gioventù nelle scuole parrocchiali della diocesi.
L'istituto, eretto canonicamente nel 1891, ricevette il pontificio decreto di lode il 7 maggio 1927 e le sue costituzioni vennero approvate definitivamente dalla Santa Sede il 7 gennaio 1936.

## Attività e diffusione
Le Suore di Nostra Signora del Rosario si dedicano all'istruzione e all'educazione cristiana della gioventù.
Oltre che in Canada, sono presenti in Guatemala, Haiti, Honduras, Perù, Repubblica Dominicana e negli Stati Uniti d'America: la sede generalizia è a Rimouski.
Al 31 dicembre 2005, l'istituto contava 449 religiose in 56 case.